# Varnö
Varnö är en by på Ornö i Ornö socken i Haninge kommun.
Byn omtalas första gången i skriftliga handlingar 1425 (Waarnø) då Nils Erengislesson på Hammersta bytte till sig en gård här av Karl Öra. Gården ingick i Erengisle Nilssons morgongåva till Brita Olovsdotter (Tott) 1442. Den gården såldes senare till Sten Sture den äldre och kom senare att hamna i Gustav Vasas ägo som arv och eget. Ytterligare en gård omtalas första gången 1467 då den ingick i Erik Axelsson (Tott)s köp av Årsta slott från Tyska orden. Den ärvdes därefter av Laurens Axelsson (Tott) och tillhörde under 1500-talet Hans Klasson som fått den genom sin hustru.
Varnö var ännu under medeltiden en egen ö skild från Ornö. Byn som ligger högt över havet har en ålderdomlig prägel och flera bevarade hus från 1700-talet.